# Francesco Maria Tarugi
Francesco Maria Tarugi (Montepulciano, 27 agosto 1525 – Roma, 11 giugno 1608) è stato un cardinale italiano, il primo a provenire (insieme a Cesare Baronio) dalla congregazione dell'Oratorio.

## Biografia
Di nobile famiglia, imparentato con i Cervini a cui appartenne il papa Marcello II, giunse a Roma al seguito del duca di Parma Ranuccio I Farnese: nel 1565 entrò, come fratello laico, tra gli oratoriani di Filippo Neri ed ebbe un ruolo fondamentale nello sviluppo della Congregazione dell'oratorio (eretta da papa Gregorio XIII nel 1575).
Nel 1592 venne eletto arcivescovo di Avignone e ricevette la consacrazione episcopale nella chiesa di Santa Maria in Vallicella; papa Clemente VIII, nel concistoro del 5 giugno 1596, lo creò cardinale del titolo di San Bartolomeo all'Isola (passò poi a quello di Santa Maria sopra Minerva).
Venne trasferito alla sede metropolitana di Siena nel 1597, ma lasciò il governo dell'arcidiocesi nel 1607.
Morì nel 1608: è sepolto, insieme al cardinal Baronio, sotto il presbiterio della Chiesa Nuova di Roma.

## Genealogia episcopale
La genealogia episcopale è:
- Cardinale Juan Pardo de Tavera
- Cardinale Antoine Perrenot de Granvelle
- Cardinale Francisco Pacheco de Villena
- Papa Leone XI
- Cardinale Francesco Maria Tarugi, C.O.